# كونراد أديناور
كونراد هيرمان يوسف أديناور (بالألمانية: Konrad Hermann Joseph Adenauer) (5 كانون الثاني 1876 – 19 نيسان 1967) كان سياسيًّا ألمانيًّا كان أول مستشار لألمانيا (ألمانيا الغربية) ما بعد الحرب من 1949 حتى عام 1963. قاد بلاده من أنقاض الحرب العالمية الثانية إلى دولة منتجة ومزدهرة مقيمًا علاقات وثيقة مع فرنسا والمملكة المتحدة والولايات المتحدة. خلال السنوات التي قضاها في السلطة حققت ألمانيا الغربية الديمقراطية والاستقرار والاحترام الدولي والازدهار الاقتصادي («Wirtschaftswunder», بالألمانية «المعجزة الاقتصادية»). وكان أول زعيم لحزب الاتحاد الديمقراطي المسيحي (CDU)، وهو حزب بأيديولوجية ديمقراطية مسيحية والذي أصبح تحت قيادته، ومنذ ذلك الحين الحزب الأكثر نفوذا في البلاد.
أديناور، المستشار حتى سن 87 كان يطلق عليه اسم "Der Alte" («الرجل العجوز»). المؤرخ البريطاني روي جنكينز قال بأن أديناور هو «السياسي الأكبر عمرًا الذي يشغل منصبًا منتخبًا.» كان لا يبدو عليه الكبر في السن بسبب عاداته في العمل المكثف وغريزته السياسية الخارقة. تفانى بقوة لعرض رؤية واسعة لاقتصاد السوق المرتكز على أساس الديمقراطية الليبرالية ومعاداة الشيوعية.
كسياسي داهية، كان أديناور ملتزمًا بشكل عميق بسياسة خارجية ذات توجه غربي واستعادة مكانة ألمانيا الغربية على الساحة العالمية. وأعاد تأسيس الجيش الألماني (Bundeswehr) في عام 1955. عقد اتفاقية تفاهم مع فرنسا، الأمر الذي جعل من الممكن توحيد الاقتصاد في أوروبا الغربية. تحدى أديناور منافسه ألمانيا الشرقية وجعل أمته عضوا في حلف شمال الأطلسي وحليف قوي للولايات المتحدة.
روماني كاثوليكي متدين، وكان رائد سياسي لحزب الوسط في جمهورية فايمار، حيث تولى منصب رئيس بلدية كولونيا (1917-1933) ورئيس مجلس الدولة البروسية (1922-1933).

## سنواته في كولونيا

### النشأة والتعليم

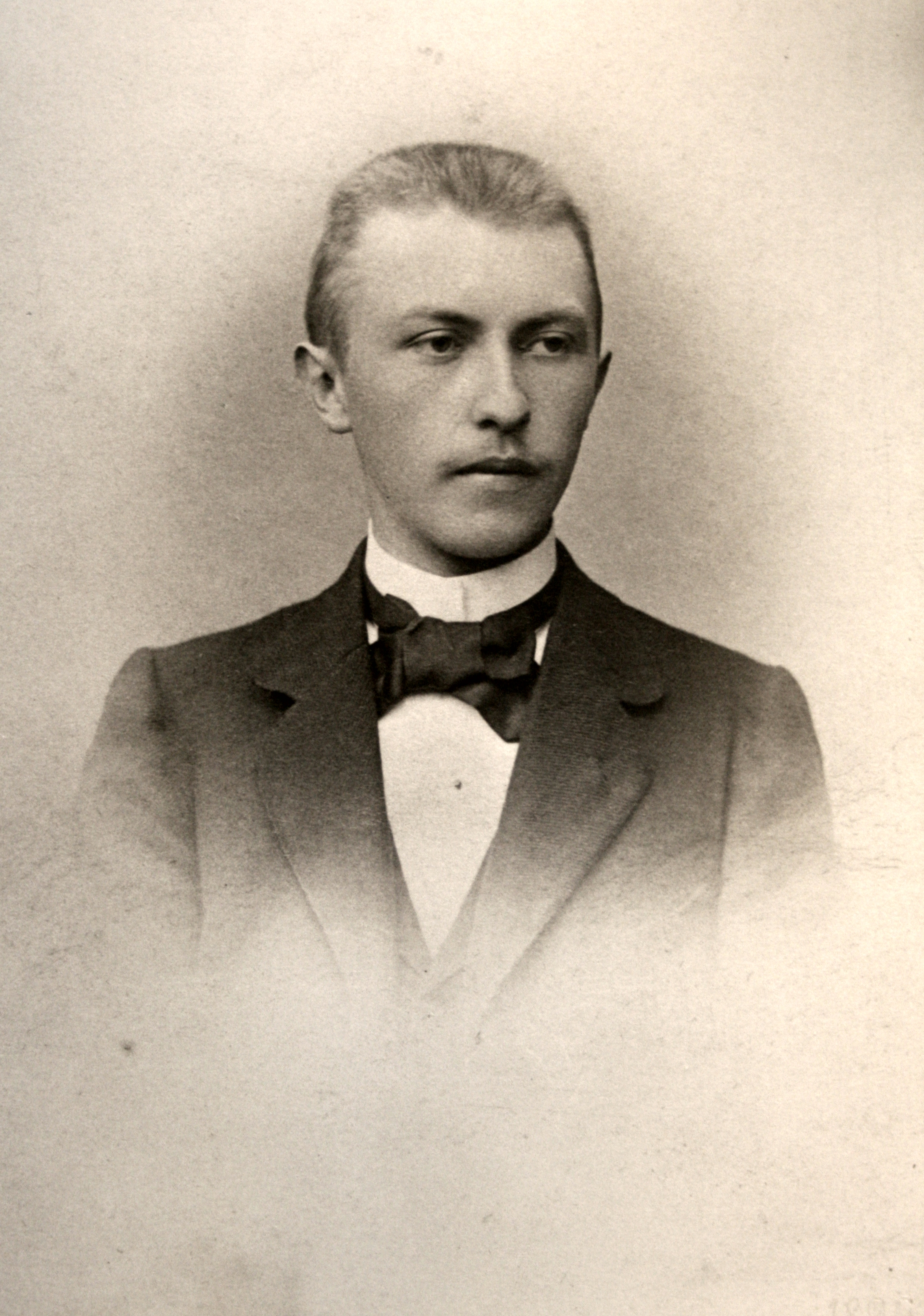
أديناور في سنة 1896

كونراد أديناور هو الطفل الثالث بين أخوته الخمسة لأبيه «يوهان كونراد أديناور» (1833-1906) ووالدته «هيلين» (اسم الولادة شارفينبيرغ، 1849-1919) ولد في مدينة كولونيا في 5 كانون الثاني 1876. إخوته كانوا أغسطس (1872-1952)، يوهانس (1873-1937)، ليلي (1879-1950) وإليزابيث التي توفيت بعد وقت قصير من الولادة في عام 1880. واحدة من التأثيرات التكوينية للشاب أديناور كانت الصراع الثقافي، وهي تجربة التي أخذها من والديه، والتي تركته مع كراهية مدى الحياة ل«البروسينية»، وأدت لاستيائه مثل العديد من الآخرين من سكان منطقة الراين الكاثوليكية في القرن التاسع عشر من إدراج منطقة الراين في بروسيا.
أنهى دراسته الثانوية عام 1894 وبدأ بدراسة القانون والعلوم السياسية في جامعات فرايبورغ وميونيخ وبون. في عام 1896، في سن ال 20 تم تجنيده في الجيش الألماني، ولكنه لم يجتز الفحص السريري بسبب مشاكل مزمنة في الجهاز التنفسي لازمته منذ الطفولة. وكان عضوا في جمعيات عدة للطلاب الروم الكاثوليك تحت إشراف «نادي الطلاب الكاثوليك ارمينيا بون» في بون. تخرج في عام 1900 وعمل بعد ذلك محاميا في المحكمة في كولونيا.[بحاجة لمصدر]
كان أديناور مهتما بشكل كبير باستخدام الأعشاب الطبية، ووفقا لطبيب الأعشاب الشهير الفرنسي موريس ميسيوغه، الذي التقى به وصادقه. يعود الفضل لنشاط أديناور القوي في السنوات الأخيرة من حياته لاستخدام ماء الشعير الذي كان يشربه في الليل، وأيضا مياسم الذرة، الخبيزة، المريمية، والورود الصفراء، التي استخدمها للسعال. كانت هذه محط اهتمامه من النباتات الطبية وفقا لميسيوغه، على الرغم من أنه كان على علم واسع بمجموعة كبيرة من النباتات. وكان متفق مع ميسيوغه على أن النباتات يجب أن تكون خالية من الرش وأن لا تنمو بشكل مصطنع. وأخبر أديناور ميسيوغه يعزي الفضل لصحته الجيدة «للنباتات وللطبيعة.»
وجد أديناور الاسترخاء والمتعة الكبيرة في لعبة الكرات الإيطالية المعروفة باسم بوتشي وأمضى قدرا كبيرا بعد حياته السياسية في لعب هذه اللعبة. مكانه المفضل لقضاء العطلة ولعب الكرة كان كادينابيا في إيطاليا، في فيلا مستأجرة تطل على بحيرة كومو، التي منذ ذلك الحين أستحوذ عليها لتصبح مركزا للمؤتمرات من قبل مؤسسة كونراد أديناور، وهي مؤسسة سياسية أنشأها حزب أديناور السياسي أديناور الاتحاد الديمقراطي المسيحي (CDU).

### قيادة كولونيا

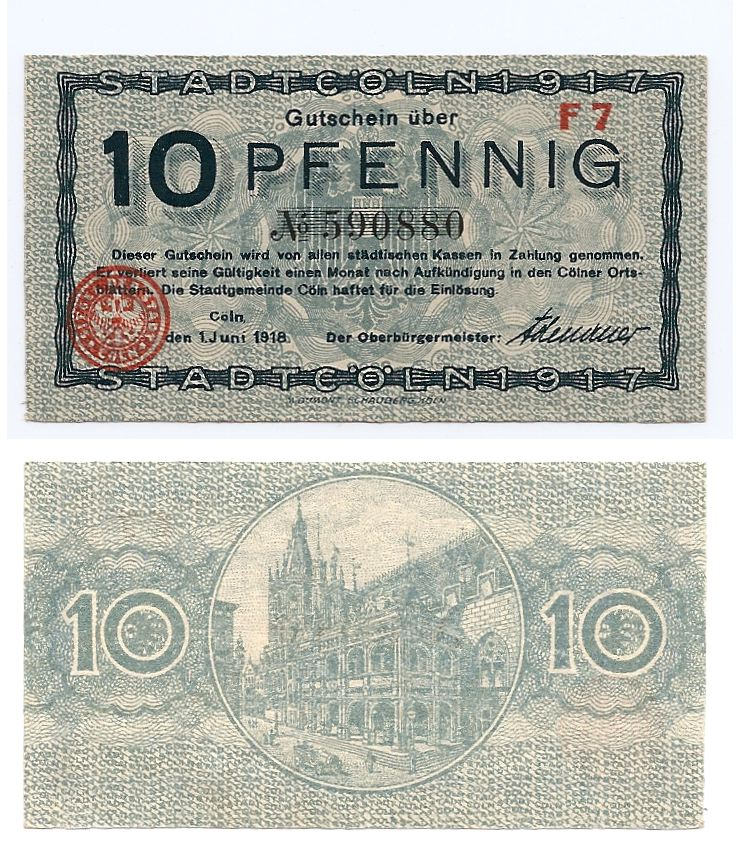
ورقة كولونيا النقدية من فئة 10 بفينغ عام 1918، موقعة من العمدة كونراد أديناور، على الوجه الخلفي تظهر قاعة المدينة التاريخية في كولونيا (Rathaus).

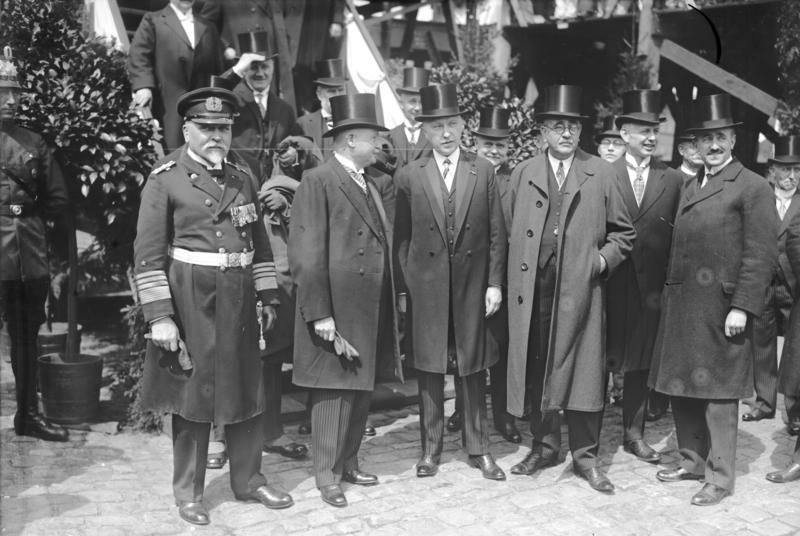
في فيلهلمسهافن عام 1928، إطلاق طراد جديدب اسم أديناور (وسط) في مدينة كولن

كونه كاثوليكي متدين، انضم إلى حزب الوسط في عام 1906 وانتخب عضوا في مجلس مدينة كولونيا في العام نفسه. في عام 1909 أصبح نائب رئيس بلدية كولونيا، وهي مدينة صناعية بلغ عدد سكانها 635،000 في عام 1914. تجنب الحركات السياسية المتطرفة التي جذبت الكثير من أبناء جيله، وكان أديناور ملتزما باللياقة البرجوازية والمثابرة والنظام وبالأخلاق والقيم المسيحية وكان قد كرس نفسه لاجتثاث الفوضى، وعدم الكفاءة واللاعقلانية والفجور السياسي. شغل من عام 1917 حتى عام 1933 منصب رئيس بلدية كولونيا، وأصبح عضوا لا غنى عنه في مجلس اللوردات البروسي.
ترأس أديناور كولونيا خلال الحرب العالمية الأولى، وعمل بشكل وثيق مع الجيش لزيادة دور المدينة كقاعدة خلفية للنقل والدعم للجبهة الغربية. كما أنه أولى اهتماما خاص لإمدادات الغذاء للمدنيين، وتمكين السكان من تجنب الوضع الأسوأ في النقص الحاد الذي عانت منه معظم المدن الألمانية خلال الفترة 1918-1919. في سبيل مواجهة انهيار النظام القديم وخطر الثورة والفوضى على نطاق واسع في أواخر عام 1918، حافظ أديناور على النظام في كولونيا باستخدام علاقات العمل الجيدة مع الحزب الديمقراطي الاجتماعي. في خطاب ألقاه يوم 1 شباط 1919 دعا أديناور إلى حل بروسيا وإلى أن تصبح راينلاند البروسية أرض مستقلة جديدة (ولاية) في الرايخ. إدعاء أديناور كان أن هذا هو السبيل الوحيد لمنع فرنسا من ضم راينلاند. وقفت حكومة الرايخ وحكومة بروسية تماما ضد خطط أديناور لحل بروسيا. وعندما تم عرض بنود معاهدة فرساي على ألمانيا في حزيران عام 1919، عرض أديناور مرة أخرى خطته على برلين لإقامة ولاية راينلاند ذاتية الحكم ومرة أخرى رفضت حكومة الرايخ طلبه.
كان في منصب العمدة أثناء الإحتلال البريطاني بعد الحرب العالمية الثانية. أسس علاقة عمل جيدة مع السلطات العسكرية البريطانية، واستخدمها لتحييد مجلسي العمال والجنود الذين أصبحا قاعدة بديلة للسلطة للجناح الأيسر في المدينة. خلال جمهورية فايمار، كان رئيسا لمجلس الدولة البروسية (Preußischer Staatsrat) من عام 1921 إلى 1933، الذي كان يمثل الولايات البروسية في تشريعاتها. منذ عام 1906 دار نقاش حاد داخل حزب الوسط Zentrum يتعلق بمسألة فيما إذا كان ينبغي على حزب الوسط «مغادرة البرج» (أي السماح للبروتستانت بالانضمام لكي يصبح الحزب متعدد الأديان) أو «البقاء في البرج» (أي استمراره في كونه حزب كاثوليكي فقط). كان أديناور واحدا من أبرز مؤيدي «مغادرة البرج» مما أدى إلى اصطدام مثير بينه وبين الكاردينال «ميخائيل فون فاولهابر» عام 1922 في يوم الكاثوليكية (Katholikentag)، حيث قام الكاردينال بتحذير أديناور بشكل علني بسبب رغبته لحزب الوسط «بمغادرة البرج».
في منتصف تشرين الأول من عام 1923، أعلن المستشار غوستاف شتريسمان أن برلين ستوقف جميع الدفعات المالية لمنطقة الراين وأن المارك الجديد المسمى رينتين مارك (Rentenmark) والذي حل محل المارك الذي كان لا قيمة له لن يعمم في منطقة الراين. لإنقاذ اقتصاد راينلاند، افتتح أديناور محادثات مع «بول تيرارد» المفوض السامي الفرنسي في أواخر تشرين الأول من عام 1923 متعلقة بجمهورية الراين كنوع من الوحدة الاقتصادية مع فرنسا التي من شأنها تحقيق المصالحة الفرنسية الألمانية، والتي سماها أديناور «المخطط الكبير». وفي الوقت نفسه تشبث أديناور بأمل نشر رينتين مارك في منطقة الراين. لم تأتي خطط أديناور بشيء عندما عارض غوستاف شتريسمان، بحزم «المخطط الكبير» لأديناور، والذي اعتبره خيانة الشريط الحدودي، وقادرا على التفاوض لإنهاء الأزمة بشكل داخلي.
في عام 1926، اقترح حزب الوسط بأن يصبح أديناور مستشارا للبلاد، وهو عرض كان محط اهتمامه، لكنه رفض في نهاية المطاف عندما أصر حزب الشعب الألماني على أن أحد الشروط للدخول في تحالف تحت قيادة أديناور أن يبقى غوستاف شتريسمان في منصب وزير الخارجية. رفض أديناور هذا الشرط لنفوره من شتريسمان لأنه «متشدد للبروسية»، مما شهد نهاية فرصته في أن يصبح مستشارا في عام 1926.

### سنوات في ظل الحكومة النازية

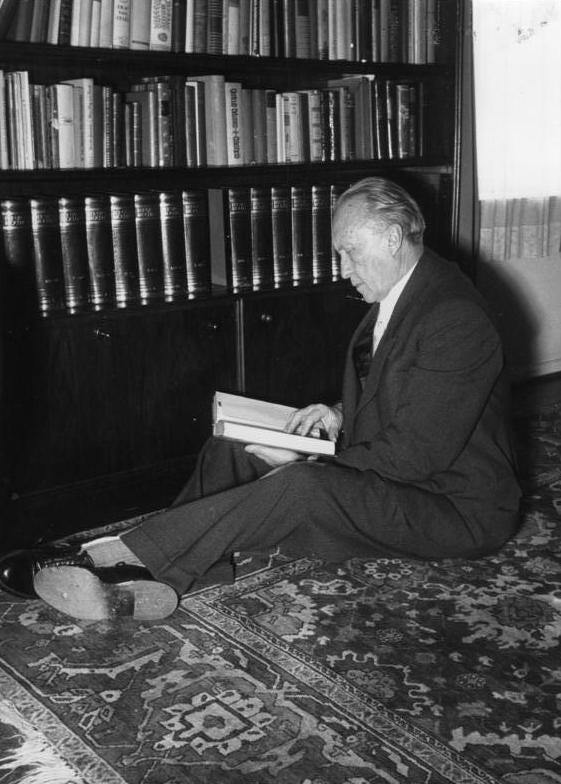
أديناور في عام 1951، يقرأ في منزله في روندورف، بناه في عام 1937. وهو الآن متحف.

كانت المكاسب الانتخابية لمرشحي الحزب النازي في الانتخابات البلدية والولايات والوطنية في عام 1930 و 1932 كبيرة. أديناور كرئيس لبلدية كولونيا ورئيس مجلس الدولة البروسية، كان لا يزال يعتقد أن التحسن في الاقتصاد الوطني من شأنه أن يجعل استراتيجيته ذات نفع: تجاهل النازيين والتركيز على الخطر الشيوعي. كان أديناور يعتقد أنه يجب أن يكون النازيين جزءا من حكومات بروسية والرايخ بناء على نتائج الانتخابات، حتى عندما كان هدفا لهجمات شخصية مكثفة. مناورات سياسية حول الرئيس المسن هيندينبيرغ التي أتت بالنازيين إلى السلطة في 30 كانون الثاني 1933.
في أوائل شباط أدرك أديناور أخيرا أن كل الكلام وكل محاولات التسوية مع النازيين كانت عقيمة. وكان مجلس مدينة كولونيا والبرلمان البروسي قد تم حلهما. في 4 نيسان 1933، أقيل رسميا من منصبه كرئيس للبلدية وجمدت حساباته المصرفية. «لم يكن لديه لا مال ولا بيت ولا وظيفة». وبعد اتخاذ الترتيبات اللازمة لسلامة عائلته، ناشد رئيس «دير ماريا لاخ» للإقامة عدة أشهر. ووفقا لألبرت شبير في كتابه شبانداو: اليوميات السرية، أعرب هتلر عن إعجابه بأديناور، مشيرا إلى مشاريعه المدنية وبناء الطرق الملتفة حول المدينة بمثابة تحويلة و«حزام أخضر» من الحدائق العامة. ومع ذلك خلص كل من هتلر وشبير إلى أن الآراء والمبادئ السياسية لأديناور جعلت من المستحيل بالنسبة له أن يلعب أي دور في ألمانيا النازية.
سجن أديناور لمدة يومين بعد ليلة السكاكين الطويلة يوم 30 حزيران عام 1934، وكان في 10 آب 1934 في مناورة من أجل راتبه التقاعدي، كتب رسالة من عشر صفحات لهيرمان غورينغ (وزير داخلية بروسية) تفيد من بين أمور أخرى أنه كعمدة للمدينة كان قد انتهك القوانين البروسية من أجل السماح بإقامة مناسبات الحزب النازي في المباني العامة ورفع الأعلام النازية على صواري المدينة، وأضاف أنه في عام 1932 كان قد أعلن على الملأ أن النازيين يجب ان ينضموا إلى حكومة الرايخ في دور قيادي. في نهاية عام 1932 طالب أديناور بحكومة مشتركة لبروسيا من قبل حزبه الوسط والنازيين.
خلال العامين التاليين، غير أديناور مسكنه في كثير من الأحيان خوفا من أعمال انتقامية ضده، في حين كان يعيش على الإحسان من الأصدقاء. مع مساعدة من المحامين نجح في آب 1937 بالحصول على الراتب التقاعدي. حصل على تسوية نقدية لمنزله، والتي تم الاستيلاء عليها من قبل مدينة كولونيا. تم إسقاط الضرائب عنه كما تم إسقاط الرهن العقاري غير المدفوع والعقوبات. استطاع مع ضمان مالي معقول أن يعيش في عزلة لعدة سنوات. بعد محاولة اغتيال فاشلة لهتلر في عام 1944، أودع في السجن للمرة الثانية بتهمة معارضة النظام. سقط مريضا ويعود الفضل بانقاذ حياته لأويغن تساندر، وهو شيوعي وعامل بلدية سابق في كولونيا. تساندر الذي كان في ذلك الوقت سجين حارس (كابو) في معسكر للعمل بالقرب من بون، اكتشف اسم أديناور على قائمة الترحيل إلى الشرق وعمل على نقله إلى مشفى. أعيد اعتقال أديناور في وقت لاحق (وزوجته أيضا)، لكن ولعدم ثبوت أي أدلة ضده، أطلق سراحه من سجن في براوفايلر في تشرين الثاني 1944.

### ما بعد الحرب العالمية الثانية وتأسيس الاتحاد الديمقراطي المسيحي
بعد وقت قصير من انتهاء الحرب، قامت قوات الإحتلال الأمريكية مرة أخرى بتعيين أديناور في منصب عمدة مدينة كولونيا، التي كانت قد تعرضت لقصف شديد. بعد أن تم نقل المدينة إلى منطقة الإحتلال البريطاني، إلا أن مدير حكومتها العسكرية الجنرال جيرالد تمبلر، رفض أديناور بحجة عدم الكفاءة في كانون الأول عام 1945. وكان السبب المحتمل لهذا الرفض هو أن أديناور كان يعتبر الألمان متساويين مع قوات الحلفاء المحتلة، وهي وجهة نظر لم تعجب البريطانيين مما أدى إلى إقالته. إقالة أديناور من قبل البريطانيين ساهمت بشكل كبير في نجاحه السياسي لاحقا، وسمحت له بمواصلة سياسة التحالف مع الغرب في الخمسينات دون مواجهة اتهامات بأنه «خائن».
بعد طرده كرس أديناور نفسه لبناء حزب سياسي جديد، حزب الاتحاد الديمقراطي المسيحي (CDU)، وأعرب عن أمله في احتضان كل من البروتستانت والرومان الكاثوليك في حزب واحد، وبالتالي تحقيق هدفه طويل الأمد بجعل حزب الوسط «يغادر البرج». وفقا لأديناور، فإن حزب للكاثوليك فقط يؤدي هيمنة الأحزاب المعادية للديمقراطية على السياسة الألمانية مرة أخرى. في كانون الثاني 1946 بدأ أديناور اجتماع سياسي للحزب المستقبلي (الاتحاد الديمقراطي المسيحي) في المنطقة البريطانية بصفته عميد (أقدم رجل في الحضور، Alterspräsident) وتم تثبيته بشكل غير رسمي كزعيم للحزب. وقد أصبح أديناور تقريبا القائد بشكل افتراضي. خلال جمهورية فايمار كثيرا ما أعتبر أديناور المستشار المستقبلي، وبعد عام 1945، كانت فرصته للقيادة أقوى. ما تبقى من قادة حزب الوسط أعتبروا غير مناسبين للمهام المنتظرة.
انعكاسا لخلفيته الكاثوليكية من راينلاند والذين كانوا مستائين لفترة طويلة تحت الحكم البروسي، كان أديناور على قناعة بأن البروسينية كانت السبب الجذري للاشتراكية القومية، وأنه فقط من خلال طرد البروسينية يمكن أن تصبح ألمانيا ديمقراطية. في كانون الأول 1946 كتب أديناور في رسالة أن الدولة البروسية في أوائل القرن التاسع عشر أصبحت «كيانا يشبه الله تقريبا» وأعطت قيمة لسلطة الدولة على حساب حقوق الأفراد. كراهية أديناور لبروسيا جعلته يعارض كون برلين كعاصمة مستقبلية. رؤية أديناور للتاريخ الألماني، واعتبار الاشتراكية القومية ثمرة طبيعية للبروسينية، تناقضت بشدة مع وجهات نظر الزعيم الديمقراطي الاجتماعي كورت شوماخر، الذي رأى أن الاشتراكية القومية نتيجة طبيعية للرأسمالية. وجهات النظر هذه المختلفة جذريا عن التاريخ الألماني الحديث أدت لكل من أديناور وشوماخر إلى اقتراح حلول مختلفة تماما من أجل مستقبل أفضل. بالنسبة لشوماخر كان إبعاد الاشتراكية القومية يعني استبدال النظام الرأسمالي بنظام اشتراكي ماركسي، في حين كان الأمر بالنسبة لأديناور، إبعاد الاشتراكية القومية يعني تطهير البروسينية.
رأى أديناور أن المعركة الأكثر أهمية في عالم ما بعد الحرب كانت بين القوى المسيحية والماركسية، وخصوصا الشيوعية. في ألمانيا خلال هذه الفترة، مصطلح الماركسية يصف كل من الشيوعيين والديمقراطيين الاشتراكيين كما أن والديمقراطيين الاشتراكيين كانوت رسميا حزب ماركسي حتى مؤتمر باد غوديسبيرغ عام 1959 عندما تنكر الحزب الديمقراطي الاجتماعي (SPD) لتعهده بتحقيق مجتمع ماركسي. قادت وجهات النظر المشتركة المعادية للماركسية أديناور للتنديد بالديمقراطيين الاجتماعيين كورثة للاشتراكية القومية والبروسينية. وكانت أيديولوجية أديناور على خلاف مع الكثيرين في حزب الاتحاد الديمقراطي المسيحي، الذين رغبوا في توحيد الاشتراكية والمسيحية. عمل أديناور بجد على مدى السنوات التالية في إقامة علاقة الدعم والاتصالات في حزب الاتحاد الديمقراطي المسيحي، وسعى مع نجاح متفاوت لفرض أيديولوجيته الخاصة على الحزب.
الدور القيادي لأديناور في حزب الاتحاد الديمقراطي المسيحي في المنطقة البريطانية أكسبه منصبا في المجلس النيابي لعام 1948، الذي تشكل بدعوة من قبل الحلفاء لصياغة دستور للمناطق الثلاث بغرب ألمانيا. وكان هو رئيس هذه الاتفاقية الدستورية وقفز من هذا المنصب لاختياره كأول رئيس للحكومة عندما صدر «القانون الأساسي» الجديد في أيار 1949.

## مستشار ألمانيا الغربية

### الحكومة الأولى

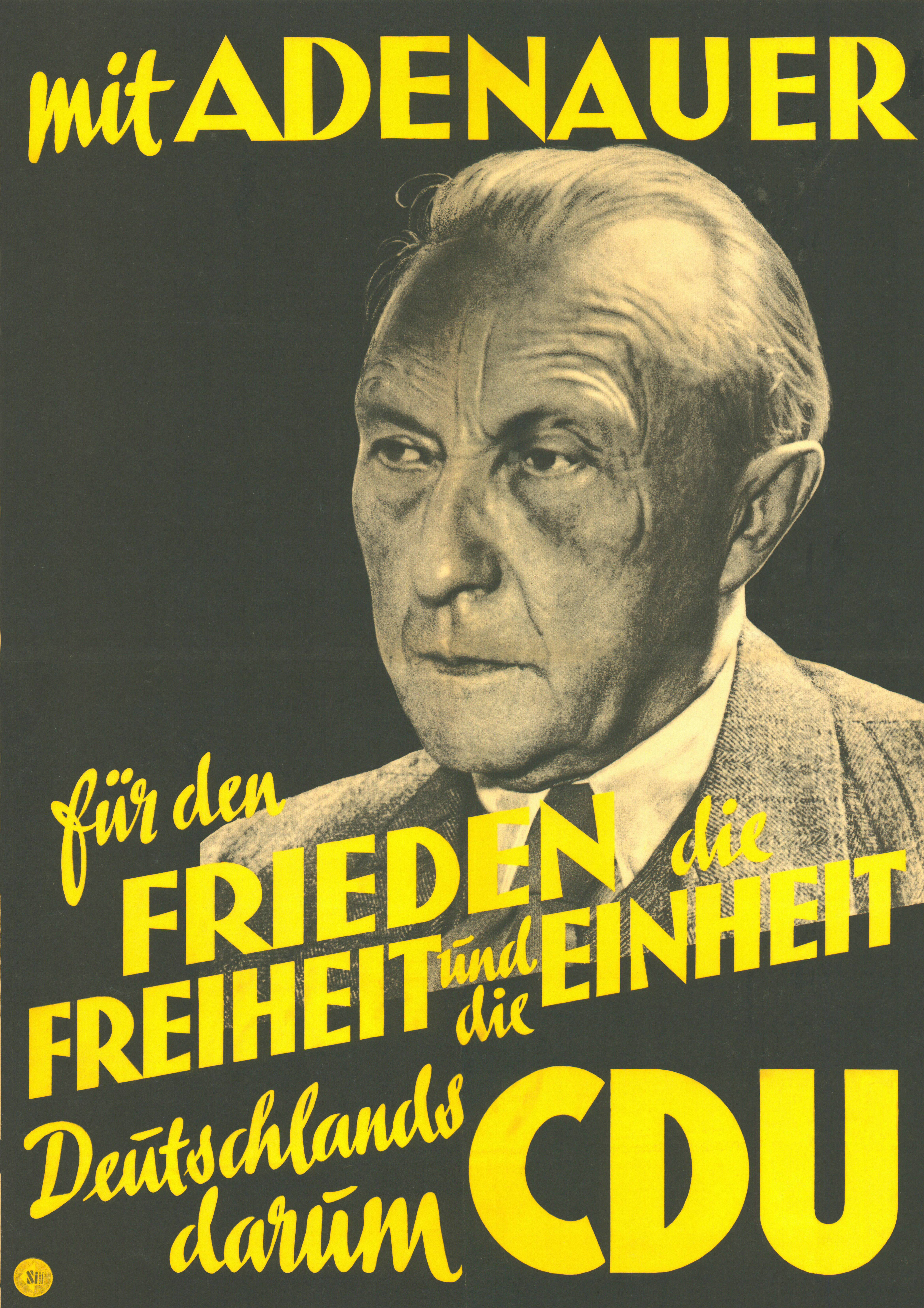
ملصق انتخابي، 1949: "مع أديناور من أجل السلام والحرية ووحدة ألمانيا، لذلك الاتحاد الديمقراطي المسيحي"

جرت الانتخابات البرلمانية الأولى في ألمانيا الغربية في 15 آب عام 1949، بمشاركة الحزب الديمقراطي المسيحي الناشئ كأقوى حزب. كان هناك اثنين من الرؤى المتضاربة حول ألمانيا المستقبلية من قبل أديناور ومنافسه الرئيسي كورت شوماخر في الحزب الديمقراطي الاجتماعي. أديناور فضل دمج الجمهورية الاتحادية مع الدول الغربية الأخرى، وخاصة فرنسا والولايات المتحدة من أجل محاربة الحرب الباردة، حتى لو كان الثمن هو الانقسام المستمر لألمانيا. شوماخر على النقيض من ذلك، على الرغم من معاداته للشيوعية، أرد أن يرى ألمانيا الموحدة والاشتراكية والمحايدة. على هذا النحو، كان أديناور لصالح الانضمام لحلف الأطلسي، وهو الأمر الذي كان يعارضه شوماخر بشدة.
أنتخب تيودور هويس من حزب الديمقراطي الحر كأول رئيس للجمهورية، وأنتخب أديناور لمنصب المستشار (رئيس الحكومة) في 15 أيلول 1949 بدعم من حزبه الاتحاد الديمقراطي المسيحي والاتحاد الاجتماعي المسيحي والحزب الديمقراطي الحر الليبرالي والحزب الألماني. قيل بأن أديناور أنتخب لمنصب المستشار من قبل البرلمان الألماني الجديد «بأغلبية صوت واحد - صوته نفسه». في سن 73، كان يعتقد أن أديناور سيكون مستشارا لتصريف الأعمال فقط. ومع ذلك، استمر في هذا المنصب لمدة 14 عاما، وهي فترة امتدت أكثر من المرحلة الأولى من الحرب الباردة. خلال هذه الفترة، كان انقسام ألمانيا ما بعد الحرب قد تعزز مع إقامة دولتين ألمانينين منفصلتين، جمهورية ألمانيا الاتحادية (ألمانيا الغربية) وجمهورية ألمانيا الديمقراطية (ألمانيا الشرقية).
في اختيار مثير للجدل ل«عاصمة مؤقتة» لجمهورية ألمانيا الاتحادية، فضل أديناور بون على فرانكفورت. وافق البريطانيون على فصل بون من منطقة الاحتلال الخاصة بهم وتحويلها إلى منطقة حكم ذاتي بالكامل تحت السيادة الألمانية؛ لم يكن الأمريكيون مستعدون لمنح نفس المزايا بالنسبة لفرانكفورت. قاوم أيضا مطالبات هايدلبرغ، التي كانت لها اتصالات أفضل ونجت من الحرب بحالة أفضل. ويرجع ذلك جزئيا لامتلاك النازيين شعبية هناك قبل وصولهم إلى السلطة وجزئيا.
كمستشار، مال أديناور إلى اتخاذ معظم القرارات الكبرى بنفسه، وتعامل مع وزرائه كمجرد امتداد لسلطته. في حين انخفض هذا الاتجاه تحت قيادة خلفائه، وهذا ما أنشأ صورة ألمانيا الغربية (ولاحقا ألمانيا الموحدة) «مستشار الديمقراطية».
في خطاب ألقاه يوم 20 أيلول 1949، ندد أديناور بكامل عملية إزالة أثر النازية المتفق على متابعتها من قبل الحكومات العسكرية المتحالفة، معلنا في نفس الخطاب أنه يخطط لاستصدار قانون للعفو عن مجرمي الحرب النازيين وأنه يعتزم التقدم به إلى «المفوضين الساميين للعفو المناسب للعقوبات التي فرضتها محاكم الحلفاء العسكرية». قال أديناور إن استمرار عملية إزالة أثر النازية سوف «تعزز وتنمي القومية المتطرفة»، حيث أن الملايين من الذين ساندوا النظام النازي سوف يجدون أنفسهم مستبعدين من الحياة الألمانية إلى الأبد.
رفضت حكومة أديناور قبول خط أودر-نايسه كحدود شرقية لألمانيا. وكان جزء كبير من هذا الرفض مدفوعا برغبته في كسب أصوات المهجرين والقوميين اليمينيين لحزب الاتحاد الديمقراطي المسيحي، وهو السبب أنه أيد Heimatrecht، أي حق المهجرين في العودة إلى ديارهم السابقة. وكان الغرض من الرفض أيضا أن يكون صفقة-إلغاء فيما إذا بدأت المفاوضات في أي وقت لإعادة توحيد ألمانيا بشروط اعتبرها أديناور غير مواتية مثل تحييد ألمانيا حيث أنه عرف جيدا بأن السوفييت لن يعديوا النظر بخط أودر-نايسه. بشكل خاص، اعتبر أديناور أن المقاطعات الشرقية الألمانية قد ضاعت إلى الأبد.

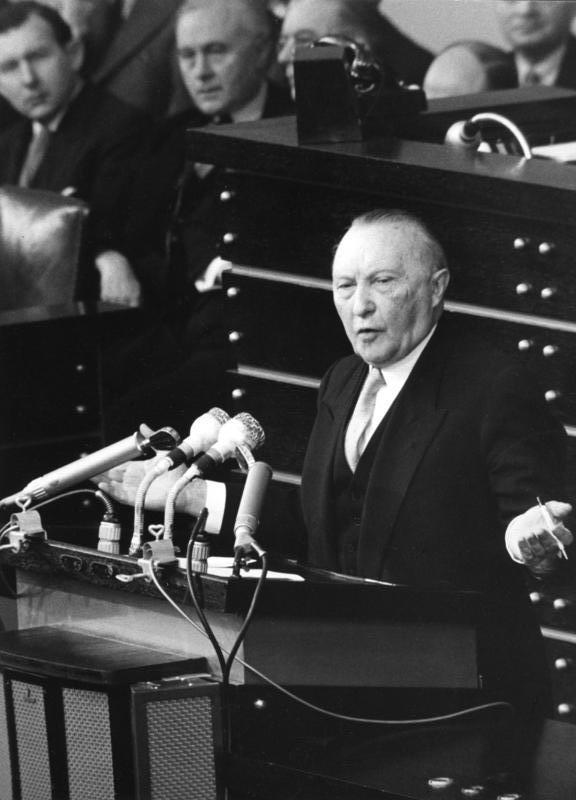
أديناور يتحدث في البوندستاغ، 1955.

في اتفاقية بيترسبيرغ في تشرين الثاني 1949 حقق بعض أولى التنازلات الممنوحة من قبل الحلفاء، مثل خفض عدد المصانع المخطط لتفكيكها، ولكن وبشكل خاص أدت موافقته على الانضمام إلى الهيئة الدولية لمنطقة الرور لانتقادات شديدة. وفي المناقشة اللاحقة في البرلمان قال أديناور:
الحلفاء قالوا لي بأن عمليات التفكيك سيتم إيقافها فقط إذا لبيت رغبة الحلفاء بالأمن، هل يريد الحزب الاشتراكي التفكيك للذهاب إلى النهاية المرة؟
رد زعيم المعارضة كورت شوماخر بوصف أديناور بأنه «مستشار الحلفاء»، متهما أديناور بوضع العلاقات الجيدة مع الغرب من أجل الحرب الباردة فوق المصالح الوطنية الألمانية.
بعد عام من المفاوضات، تم التوقيع على معاهدة باريس في 18 نيسان 1951 مؤسسة الجماعة الأوروبية للفحم والصلب. وكانت المعاهدة لا تحظى بشعبية في ألمانيا حيث كان ينظر إليها على أنها محاولة فرنسية للسيطرة على الصناعة الألمانية. ظروف المعاهدة كانت مواتية للفرنسيين، ولكن بالنسبة لأديناور، كان الشيء الوحيد الذي يهم هو التكامل والاندماج الأوروبي. كان أديناور حريصا على أن يرى بريطانيا تنضم إلى الجماعة الأوروبية للفحم والصلب حيث أنه اعتقد أن السوق الحرة البريطانية ستكون أكثر موازنة لنفوذ الفرنسيين المتزايد، ولتحقيق هذا الغرض زار لندن في تشرين الثاني 1951 للقاء رئيس الوزراء ونستون تشرشل. تشرشل قال أن بريطانيا لن تنضم إلى المجموعة الأوروبية للفحم والصلب لأن ذلك سيعني التضحية العلاقات مع الولايات المتحدة والكومنولث.
من بداية فترته في منصب المستشارية، عمل أديناور الضغط من أجل إعادة تسليح ألمانيا. بعد اندلاع الحرب الكورية في 25 حزيران 1950، وافقت الولايات المتحدة وبريطانيا على أنه لا بد من إعادة تسليح ألمانيا الغربية لتعزيز دفاعات أوروبا الغربية ضد غزو سوفياتي محتمل. وعلاوة على ذلك تسهم أيضا في مناخ الأزمة لعام 1950 بسبب عنتريات زعيم ألمانيا الشرقية فالتر أولبريشت، الذي أعلن أن إعادة توحيد ألمانيا تحت الحكم الشيوعي باتت وشيكة. لتهدئة المخاوف الفرنسية من إعادة تسليح ألمانيا، اقترح رئيس الوزراء الفرنسي
رينيه بليفين ما يسمى خطة بليفين في تشرين الأول 1950 والتي بموجبها تكون وظيفة قوات الجمهورية الاتحادية العسكرية كجزء من الجناح العسكري لمجموعة الدفاع الأوربية متعددة الجنسيات. كره أديناور بشدة «خطة بليفين»، لكنه اضطر لتقديم الدعم لها عندما أصبح واضحا أن هذه الخطة كانت الطريقة الوحيدة لموافقة فرنسا على إعادة التسلح الألماني.
في عام 1950، اندلع جدل كبير خارج عندما تبين أن وزير الدولة هانز غلوبكه لعب دورا رئيسيا في صياغة القوانين المعادية للسامية في ألمانيا النازية. أبقى أديناور غلوبكه في منصب وزير الدولة كجزء من استراتيجيته للتكامل والاندماج. بداية من آب عام 1950، بدأ أديناور بالضغط على الحلفاء الغربيين للإفراج عن جميع مجرمي الحرب الذين في عهدتهم، ولا سيما من قوات الفيرماخت، حيث ادعى أديناور أن استمرار حبسهم سيجعل من إعادة تسليح ألمانيا أمرا مستحيل. كان أديناور قد عارض محاكمة نورنبيرغ في 1945-1946 وبعد أن أصبح مستشارا طالب بالإفراج عن ما كان يسمى «سبعة شبانداو» حيث أن مجرمي الحرب السبعة أدينوا في نورنبيرغ وسجنوا في سجن شبانداو المعروف آنذاك.
في تشرين الأول عام 1950، تلقى أديناور ما سمي «مذكرة هيميرود» التي صاغها أربعة من جنرالات الفيرماخت السابقين في دير هيميرود والتي ربطت الحرية لمجرمي الحرب الألمان، كسعر لإعادة تسليح ألمانيا، جنبا إلى جنب مع التصريحات العلنية من الحلفاء بأن الجيش الألماني لم يرتكب أية جرائم حرب في الحرب العالمية الثانية. وكان الحلفاء على استعداد للقيام بكل ما هو ضروري للحصول على عميلة إعادة تسليح ألمانيا والتي اشتدت الحاجة إليها وفي كانون الثاني 1951 أصدر الجنرال دوايت أيزنهاور، قائد قوات حلف شمال الأطلسي، بيانا أعلن أن الغالبية العظمى من الفيرماخت كانوا قد تصرفوا بشرف.
في الثاني من كانون الثاني 1951، إلتقى أديناور مع المفوض السامي الأمريكي جون ماكلوي، للقول بأن إعدام سجناء سجن لانديسبيرغ سوف يدمر وإلى الأبد أي جهد في إمكانية أن تلعب الجمهورية الاتحادية دورها الحرب الباردة. في استجابة لمطالب أديناور وضغط من الرأي العام الألماني، قام ماكلوي في 31 كانون الثاني 1951 بتخفيض أحكام الإعدام الصادرة بحق أكثر من 102 رجل في لانديسبيرغ، شانقا فقط 7 من السجناء بينما نجى البقية، المحكوم عليهم بالإعدام.
عام 1951 مررت القوانين من قبل البرلمان منهية عملية إزالة أثر النازية. كان ينظر لعملية إزالة أثر النازية من قبل الولايات المتحدة على أنها تأتي بنتائج عكسية وغير فعالة، وكانت لا تعارض إنهائها. كانت نية أديناور تحويل سياسة الحكومة إلى الإصلاح والتعويض لضحايا الحكم النازي (Wiedergutmachung - اتفاقية لوكسمبورغ). سمح للمسؤولين باستعادة الوظائف في الخدمة المدنية، باستثناء الناس المصنفين ضمن المجموعة الأولى (مجرمين كبار) والثانية (مجرمين) خلال استعراض عملية إزالة أثر النازية. ضغط أديناور لإعادة تأهيل النازيين السابقين من خلال التهديد بأن أي خروج عن الخط المرسوم يمكن أن يؤدي إلى إعادة فتح الملاحقات الفردية لعملية إزالة أثر النازية. كان بناء «حكومة اتحادية مختصة بشكل فعال من الجمود واحدة من أعظم الإنجازات الهائلة لأديناور».
اتهم النقاد المعاصرين أديناور بترسيخ تقسيم ألمانيا والتضحية بالتوحيد واستعادة الأراضي التي فقدت في التحول نحو الغرب من بولندا والاتحاد السوفييتي مع عزمه على تأمين الجمهورية الاتحادية مع الغرب. استندت سياسة أديناور في ألمانيا على Politik der Stärke (سياسة القوة)، وعلى ما سمي ب «نظرية المغناطيس»، والتي تقوم على دولة متكاملة ومزدهرة وديمقراطية كألمانيا الغربية مندمجة مع الغرب ستكون بمثابة «المغناطيس» الذي من شأنه أن يجلب في نهاية المطاف نظام ألمانيا الشرقية.
في عام 1952، مذكرة ستالين، كما أصبحت معروفة، «اشتعلت الجميع في الغرب على حين غرة». التي عرضت توحيد الكيانين الألمانيين في دولة واحدة محايدة مع جيشها الوطني الخاص لإحداث قوة عظمى منفصلة عن أوروبا الوسطى. كان أديناور وحكومته بالإجماع رافضين لمطلب ستالين. وشاركوا الحلفاء الغربيون شكوكهم حول صدق هذا العرض ودعموا الحلفاء في ردودهم الحذرة. وكانوا مدعومين بهذا الصدد من زعيم المعارضة كورت شوماخر (وهو أمر نادر الحدوث جدا). كان الرفض القاطع لأديناور خارج مسار الرأي العام. ثم أدرك خطأه وبدأ في طرح الأسئلة. ندد النقاد به ل لإضاعة فرصة لإعادة توحيد ألمانيا. أرسل السوفيات مذكرة ثانية ذات لهجة مهذبة. أديناور فهم في ذلك الحين أن «كل فرصة للمبادرة مرت من بين يديه»، وكانت المسألة أنهيت من قبل الحلفاء. وبالنظر إلى واقع الحرب الباردة، كان إعادة التوحيد واستعادة الأراضي التي فقدت في شرق ألمانيا لا أهداف غير واقعية على حد سواء لمذكرتي ستالين المحددة لحدود «بوتسدام» المرسومة لألمانيا الحالية.
اعترف أديناور بالتزام الحكومة الألمانية لتعويض إسرائيل عن المحرقة باعتبارها الممثل الرئيسي للشعب اليهودي. بدأت ألمانيا المفاوضات مع إسرائيل لاستعادة الممتلكات المفقودة ودفع تعويضات لضحايا الاضطهاد النازي. في اتفاق التعويضات بين إسرائيل وألمانيا الغربية المعروف باسم اتفاقية لوكسمبورغ وافقت ألمانيا على دفع تعويضات لإسرائيل. تم تجميع مطالب اليهودي في مؤتمر المطالب اليهودية، اذي مثل الضحايا اليهود في ألمانيا النازية. دفعت ألمانيا آنذاك نحو 3 مليارات مارك لاسرائيل وحوالي 450 مليون لمؤتمر المطالبات، إلا أن المدفوعات استمرت بعد ذلك، حيث قدمت مطالبات جديدة. في مواجهة معارضة شديدة سواء من الجمهور ومن حكومته الخاصة، استطاع أديناور الحصول على مصادقة البرلمان على اتفاق التعويضات فقط من خلال دعم الحزب الديمقراطي الاجتماعي. انقسم الرأي العام الإسرائيلي حول قبول المال، ولكن في نهاية المطاف وافقت الدولة الوليدة تحت قيادة ديفيد بن غوريون على أخذه، معترضا عليه من قبل الجماعات الأكثر تطرفا مثل الإرجون، الذين كانوا ضد هذه المعاهدات. وكانت تلك المعاهدات سبب رئيسي لمحاولة اغتيال أديناور من قبل الجماعات اليهودية المتطرفة.
يوم 27 أذار عام 1952، انفجر طرد كان مرسلا إلى المستشار أديناور في القيادة العامة لشرطة ميونيخ، مما أسفر عن مقتل ضابط شرطة. وكشفت التحقيقات أن العقل المدبر وراء محاولة الاغتيال كان مناحيم بيغن، الذي أصبح لاحقا رئيس وزراء إسرائيل. بيغن كان القائد السابق للإرجون رئيس حزب حيروت في ذلك الوقت وكان عضوا في الكنيست. وكان هدفه الضغط على الحكومة الألمانية ومنع توقيع اتفاق التعويضات بين إسرائيل وألمانيا الغربية الذي عارضه بشدة. أبقت الحكومة الألمانية الغربية كل الإثبات تحت ختم الحجب لمنع أي ردود معادية للسامية من الجمهور الألماني.

## روابط خارجية
- كونراد أديناور على موقع IMDb (الإنجليزية)
- كونراد أديناور على موقع الموسوعة البريطانية (الإنجليزية)
- كونراد أديناور على موقع مونزينجر (الألمانية)
- كونراد أديناور على موقع ميوزك برينز (الإنجليزية)
- كونراد أديناور على موقع إن إن دي بي (الإنجليزية)
- كونراد أديناور على موقع ديسكوغز (الإنجليزية)
- كونراد أديناور على موقع قاعدة بيانات الفيلم (الإنجليزية)
- كونراد أديناور على موقع كينوبويسك (الروسية)